# غونتر برين
غونتر برين (16 يناير 1908)   - يفترض 7 مارس 1941) كان قائدًا ألمانيًا لغواصات يو أثناء الحرب العالمية الثانية. لقد كان أول قائد على متن غواصة يو يحصل على وسام الفارس الصليبي الحديدي وأول فرد في كريغسمارينه الذي يحصل على وسام الفارس الصليبي الحديدي مع أوراق البلوط في ألمانيا النازية. كان أعلى زخرفة عسكرية في ألمانيا في وقت اعطائها لبرين.
تحت قيادة برين، يعود الفضل للغواصة يو-47 بغرق أكثر من 30 سفينة حليفة يبلغ مجموعها حوالي 200,000. أغرق البارجة البريطانية أتش أم أس Royal Oak في مرسى أسطول الوطن في سكابا فلو.

## الحرب العالمية الثانية

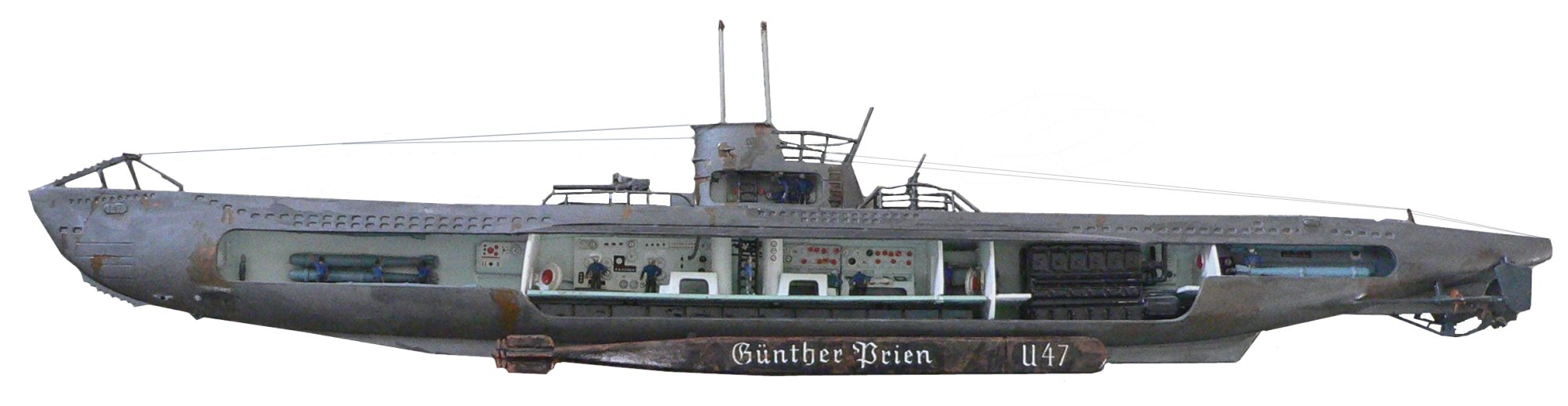
نموذج لـ لـغونتر برين، غواصة تعمل بالكهرباء من النوع VII.

### الدورية الأولى
بدأت الحرب العالمية الثانية خلال دورية برين الأولى في يو-47. غادرت ميناء كيل في 19 أغسطس 1939 للقيام بدورية تستمر 28 يومًا.

## روابط خارجية
- غونتر براين على موقع مونزينجر (الألمانية)

### اقتباسات
1. 1 2 3 4  Rainer Busch; Hans-Joachim Röll (März 1996). Der U-Boot-Krieg, 1939-1945: Die deutschen U-Boot-Kommandanten. Der U-Boot-Krieg 1939-1945 (1) (بالألمانية). Vol. 1. p. 183. ISBN:3-8132-0490-1. QID:Q55434785. {{استشهاد بكتاب}}: تحقق من التاريخ في: |publication-date= (help)
2. ↑   https://uboat.net/men/prien.htm. اطلع عليه بتاريخ 2018-03-19. {{استشهاد ويب}}: |url= بحاجة لعنوان (مساعدة) والوسيط |title= غير موجود أو فارغ (من ويكي بيانات) (مساعدة)
3. ↑  Franz Kurowski (26. August 2008), Korvettenkapitän Günther Prien (بالألمانية), p. 149, QID:Q81631830 {{استشهاد}}: تحقق من التاريخ في: |publication-date= (help)
4. ↑   https://www.uboat.net/boats/u47.htm. {{استشهاد ويب}}: |url= بحاجة لعنوان (مساعدة) والوسيط |title= غير موجود أو فارغ (من ويكي بيانات) (مساعدة)
5. ↑   http://www.ubootarchiv.de/ubootwiki/index.php/Günther_Prien. اطلع عليه بتاريخ 2018-03-19. {{استشهاد ويب}}: |url= بحاجة لعنوان (مساعدة) والوسيط |title= غير موجود أو فارغ (من ويكي بيانات) (مساعدة)
6. ↑   https://www.uboat.net/men/prien.htm. اطلع عليه بتاريخ 2018-07-06. {{استشهاد ويب}}: |url= بحاجة لعنوان (مساعدة) والوسيط |title= غير موجود أو فارغ (من ويكي بيانات) (مساعدة)
7. 1 2 3  Rainer Busch; Hans-Joachim Röll (2003). Der U-Boot-Krieg, 1939-1945: Die Ritterkreuzträger der U-Boot-Waffe von September 1939 bis Mai 1945. Der U-Boot-Krieg 1939-1945 (5) (بالألمانية). E.S. Mittler & Sohn. p. 282. ISBN:978-3-8132-0515-2. OL:612674M. QID:Q54989541.
8. 1 2   http://www.ubootarchiv.de/ubootwiki/index.php/G%C3%BCnther_Prien. اطلع عليه بتاريخ 2018-07-06. {{استشهاد ويب}}: |url= بحاجة لعنوان (مساعدة) والوسيط |title= غير موجود أو فارغ (من ويكي بيانات) (مساعدة)
9. ↑   https://uboat.net/men/prien.htm. اطلع عليه بتاريخ 2018-07-06. {{استشهاد ويب}}: |url= بحاجة لعنوان (مساعدة) والوسيط |title= غير موجود أو فارغ (من ويكي بيانات) (مساعدة)
10. ↑   https://www.uboat.net/men/prien.htm. اطلع عليه بتاريخ 2018-03-08. {{استشهاد ويب}}: |url= بحاجة لعنوان (مساعدة) والوسيط |title= غير موجود أو فارغ (من ويكي بيانات) (مساعدة)